# Hidegség
Hidegség è un comune di 314 abitanti situato nella contea di Győr-Moson-Sopron, nell'Ungheria nordoccidentale.